# Andaluna y Samir
Andaluna y Samir, derechos a la aventura  más conocida como simplemente  Andaluna y Samir  fue una serie animada de televisión impulsada por la Junta de Andalucía. El objetivo era enseñar a los niños conceptos de tolerancia, diversidad, justicia… hablaba de la problemática que pueden vivir niños de entre 6 y 12 años de edad. Esta serie contaba con su propia página web donde había actividades para niños (actualmente deshabilitada).

## Sinopsis
Andaluna es una niña despierta y activa ella es nueva en el colegio Mayorines, pronto conoce a Samir un niño marroquí y se hacen rápidamente amigos-. También conoce a Margarita, Jairo y Aarón los niños de su clase cada uno con diferentes cualidades y capacidades.

## Personajes[1]
Andaluna (LOLA ÁLVAREZ)
Samir (PILAR VALDÉS)
Margarita (NONIA DE LA GALA)
Jairo (ANTONIA ZURERA)

## Capítulos
1 - Mi nueva escuela
2 - Querida Paula
3 - Menudo anuncio
4 - El pequeño suplente
5 - Nando, un niño valiente
6 - Los defensores del planeta
7 - Música para todos
8 - Música maestro
9 - El caso Jairo
10 - Un nuevo vecino
11 - Que le pasa a Samir
12 - Todos con Alba
13 - Salvemos la escuela